# Coelotes pastoralis
Coelotes pastoralis là một loài nhện trong họ Amaurobiidae.
Loài này thuộc chi Coelotes. Coelotes pastoralis được miêu tả năm 2001 bởi Ovtchinnikov.